# Faro de Jastarnia Bór
El Faro de Jastarnia Bór (en polaco: Latarnia Morska Jastarnia Bór) es un antiguo faro ya desaparecido que se encontraba entre las poblaciones de Jastarnia (Polonia) y Bór, en la península de Hel, en el Voivodato de Pomerania, Polonia. Quedó en desuso en 1936 y destruido en 1939 al comienzo de la Segunda Guerra Mundial.

## Historia
La península de Hel está situada en un lugar estratégico en las rutas de navegación hacia el puerto de Gdansk. A comienzos del siglo XIX se construyó en la cercana localidad de Hel un faro, en el extremo de la península. Sin embargo, pronto se vio que el lugar no era el más idóneo ya que cuando los barcos doblaban el cabo Rozewie, no llegaban a avistarlo ya que quedaba oculto por los árboles, y embarrancaban entre Jastarnia y Hel, motivo por el que se decidió en 1872 instalar en un nuevo faro entre Jastarnia y Bór. Sin embargo, este faro tampoco resultó ser efectivo y fue sustituido en 1936 por el cercano faro de Góra Szwedów. El faro fue destruido por las tropas polacas en 1939 al comienzo de la Segunda Guerra Mundial para dificultar las operaciones navales alemanas.